# U-Boot

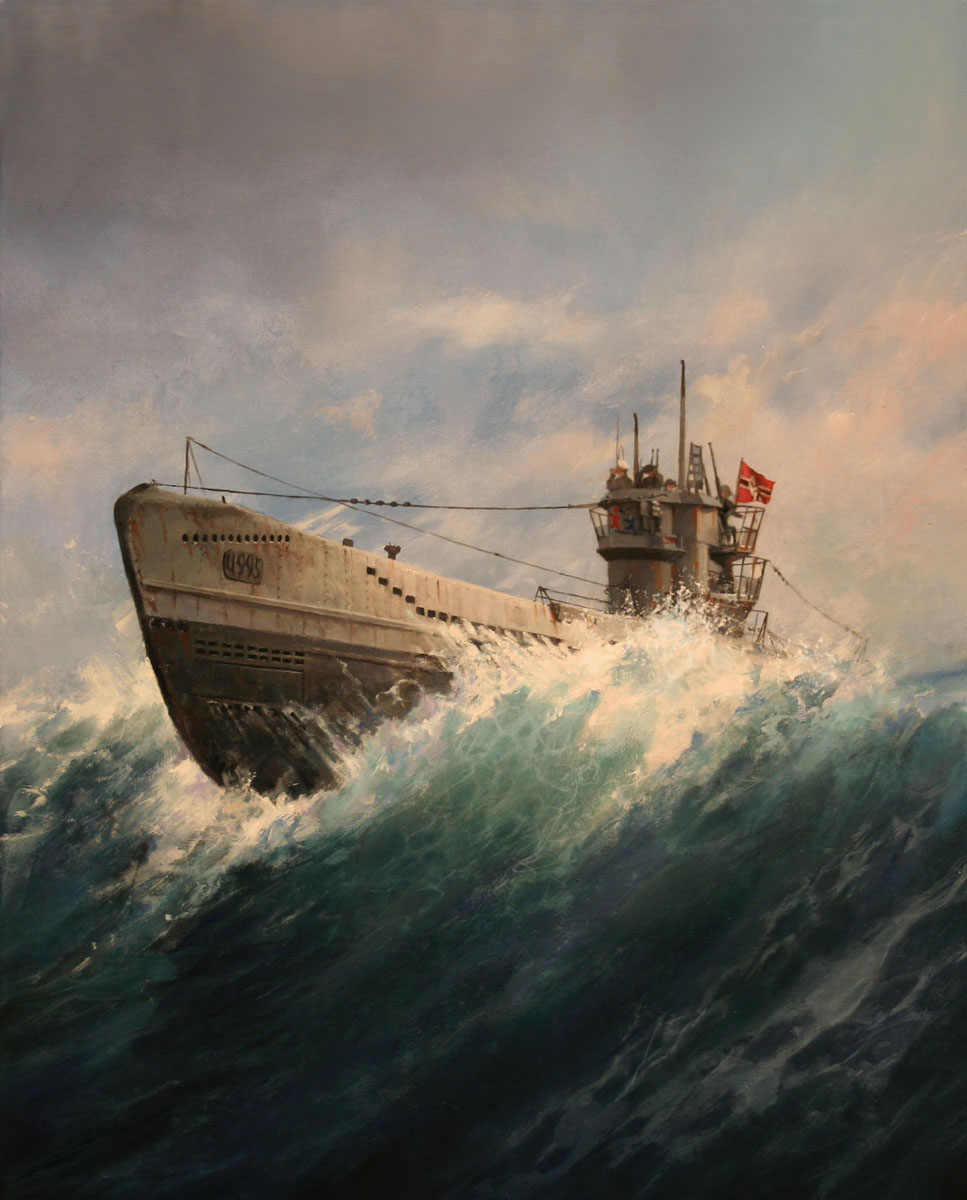
Submarí alemany.

Un U-boot — U-Boot (?·pàg.) (alemany)— és un submarí alemany de la Primera Guerra Mundial, Segona Guerra Mundial o posterior. El terme deriva del sistema de la Marina de Guerra alemanya de numerar els seus submarins amb una U- seguida d'un número, on la U vol dir Unterseeboot (literalment, "vaixell submarí"), la paraula alemanya per a designar un submarí. Els objectius principals de les campanyes dels U-boot en les dues guerres mundials van ser els combois de mercants que portaven subministraments des dels Estats Units d'Amèrica i el Canadà a Europa. Els submarins de l'Imperi Austrohongarès de la primera guerra mundial també s'anomenaven "U-boot".

## Primera guerra mundial
L'agost de 1914, una flotilla de deu submarins va partir de la base de l'illa de Helgoland per atacar els vaixells de guerra de la Royal Navy a la mar del Nord, sent la primera patrulla de la guerra submarina de la història. El seu objectiu era enfonsar els vaixells principals de la Gran Flota britànica i reduir així la superioritat numèrica de la seva gran flota sobre la Hochseeflotte (Flota d'Alta Mar alemanya).
Inicialment els submarins alemanys van intentar complir amb el dret de captura però finalment van desfermar una guerra submarina a ultrança. El 7 de maig de 1915, el submarí alemany SM U-20, capitanejat per Walther Schwieger, va disparar un torpede contra el transatlàntic RMS Lusitania, el qual es va enfonsar ràpidament en 18 minuts, deixant 1.195 víctimes mortals. Aquest fet va fer que la pressió diplomàtica dels Estats Units d'Amèrica forcés als alemanys a detenir aquesta acció al setembre de 1916.
Entre agost i setembre de 1916 els U-Boot U-34, U-35 i U-38 van operar a les costes balears atacant qualsevol embarcació neutral o aliada, els U-34, el U-35, el U-52 i el U-64 van operar a les costes del País Valencià entre 2016 i 2018, i a les costes catalanes ho van fer els U-34, el U-35, i el U-64.
Però l'escassetat d'aliments causada per l'embargament que patia Alemanya es va fer insuportable i, al primer de febrer de 1917, Alemanya va declarar una guerra submarina a ultrança; aquesta idea va ser del comandant suprem Paul von Hindenburg, que va ordenar als submarins d'atacar sense previ avís a tots els vaixells enemics i neutrals, i va establir una zona de guerra que envoltava a les Illes Britàniques on van enfonsar a un 25% de les naus que van gosar penetrar-hi, fins que els combois van començar a comptar amb una escorta militar. Aquest fet va provocar que els Estats Units i Brasil entressin en la guerra junt amb els aliats.
El 21 de novembre de 2018, dies després de la signatura de l'Armistici de l'11 de novembre de 1918, el submergible U-74 va atracar al moll de la Pau, just davant del monument a Colom. El segon comandant de la nau va anar al consolat alemany de Barcelona per a la rendició completa. Aquest submergible havia estat construït a les drassanes Vulcan AG d'Hamburg i inaugurat el 19 d'octubre del 1916. Tenia unes dimensions de 50,45 m d'eslora, 5,22 m de mànega i 3,65 m de calat.

## Segona Guerra Mundial
Durant la Segona Guerra Mundial, la guerra submarina fou el major component de la Batalla de l'Atlàntic, la qual durà fins a la fi de la guerra. Winston Churchill, el Primer Ministre del Regne Unit durant gran part de la guerra, se'l cita dient "L'única cosa que realment m'espantava durant la guerra fou el perill dels U-boot". Durant els primers anys de la guerra, i fins al maig de 1942, els U-boot van ser extremadament efectius destruint els vaixells aliats que anaven de les costes atlàntiques dels Estats Units d'Amèrica i el Golf de Mèxic al Regne Unit. Els avenços en les tàctiques de comboi, el radar, el sonar (anomenat Asdic a Anglaterra), les càrregues de profunditat, el desxiframent dels codis alemanys de la màquina Enigma, la introducció de la Leigh Light i l'augment del radi d'acció dels avions d'escorta van girar la truita contra els U-boot. A la fi de la guerra, la flota submarina havia patit un nombre extrem de baixes, perdent-se 743 U-boot i vora 30.000 tripulants.
Durant la Segona Guerra Mundial, la Kriegsmarine va produir diferents tipus d'U-boot a mesura que evolucionava la tecnologia.
- Tipus I
- Tipus II
- Tipus V
- Tipus VII
- Tipus IX
- Tipus X
- Tipus XIV
- Tipus XVII
- Tipus XVIII
- Tipus XXI
- Tipus XXIII